# Caryedes inaequalis
Caryedes inaequalis is een keversoort uit de familie bladkevers (Chrysomelidae). De wetenschappelijke naam van de soort werd in 1829 gepubliceerd door Carl Henrik Boheman.